# 장자연 사건
장자연 사건은 2009년 3월 7일 사망한 장자연이 남긴 문건을 통해 권력에 의한 성폭력 피해 정황이 드러난 사건이다. 장자연 사망 직후 이 문건의 존재만 확인되었는데, 2009년 3월 13일에 KBS 1TV《뉴스9》에서 타다남은 이 문건이 공개되면서 장자연이 입은 구체적인 피해 사례가 알려졌다.
9년 후인 2018년 4월 장자연 사망 사건 재조사를 원하는 장자연 사건 재수사 요청 청원에 청와대 답변 인원 20만 명이 넘는 235,796명이 서명하면서 재조사 여론이 탄력을 받았고 2018년 5월 3일 검찰과거사위원회가 재조사를 시작하였으며 관련 사건 중 공소시효가 남아있는 건에 대해서는 2018년 6월 1일 재수사에 들어갔다.

## 전개

### 위법성 검증
불특정의 인사들이 용의선상에 지목되었다가, 2009년 3월 24일 경찰은 12명을 용의선상으로 지목하였다. 용의자 12명은 유족 등에 의해 고소된 피고소인 7명과 문건에 거명되는 인물 5명 등 모두 12명으로 발표되었다. 고소당한 피고소인 7명 중 사자명예훼손 혐의로 고소된 3명은 김종승, 유장호, 언론 관계자 2명 등 4명은 문건이 밝힌 성상납, 술접대, 골프접대 등의 행위와 관련된 강요죄 혐의로 지목된 인사들이며 강요죄로 고소당한 사람은 김종승 외에 언론사 대표, IT 업체 대표, 금융 업체 대표로 연예 관련 금전거래 관련자로 발표되었다.
문건에 거론된 5명 가운데 2명은 드라마 PD로 알려졌다. 다른 한 명은 김종승이 장자연과 함께 태국에서 골프를 접대한 인물이며 다른 한 명은 태국으로 오라는 것을 거절했다가 불이익을 주었던 것으로 지목한 인물로 알려졌다. 나머지 3명의 정체는 수사기관이 확인 중이나 김종승과 사업관계로 자주 접촉했던 기업체 대표 등으로 추정하고 있다.
경찰은 이밖에 문건과 고소장에 포함된 수사 대상자 외에 다른 한 명이 술자리에서 장자연에게 부적절한 행위를 했다고 의심돼 통신수사를 통해 행적을 확인 중이라고 밝혔다. 장자연은 유장호에게 친필 문건을 보냈다. 문건을 통해 성상납 강요와 폭력을 진술하였다.
문건에서 “모 감독이 골프치러 갈 때 함께 동행해 술과 골프 접대를 요구받았다, 룸살롱에서는 술접대를 시켰다”라며 “끊임없는 술자리 요구에 정신과 치료까지 받았다”, “접대해야 할 상대에게 잠자리까지 강요받았다”, “방안에 갇혀 손과 페트병으로 머리를 수없이 맞았으며, 온갖 협박과 욕설에 시달려왔다”며 고통을 호소하였다. 한때 유장호는 “장자연 씨가 부쩍 많이 찾아와서 울었다”고 증언해 이 사실을 뒷받침했다. 성상납의 배후로는 소속사가 지목되기도 했다. 또한 매니저의 월급 등 비용도 본인이 부담하게 했다고도 한다.
2009년 3월 18일 한국여성민우회와 한국성폭력상담소 등 7개 여성단체들은 18일 오전 경기도 성남시 분당경찰서 앞에 모여 장자연의 죽음을 계기로 연예계 성폭력과 성상납 등에 대한 성역없는 철저한 수사를 촉구하였다. 김종승은 2007년 11월에도 한 패션모델을 강제추행한 혐의로 서울 종로경찰서에 고발되어 현재 체포영장이 발부되었으나 일본으로 도피했다. 종로경찰서는 경찰청을 통해 일본 인터폴에 김씨에 대한 ‘적색수배’를 요청하였고, 그는 2008년 12월 2일 출국한 뒤 2009년 6월 24일 일본경찰에 의해 검거 7월 3일에 한국으로 송환되어 조사 받았다. 이후 7월 22일 검찰은 구속적부심사에서 증거 인멸의 우려가 없다며 보석금 2억 원에 석방하였다.
2009년 3월 20일 성남 분당경찰서는 사망 사건과 관련 유장호를 출국금지 조치했다.
2009년 4월 6일 오전, 이종걸 민주당 의원이 이달곤 행정안전부 장관을 상대로 한 국회대정부질문에서 장자연리스트 일부를 언급했다. 이종걸은 “장자연 리스트에 신문사 대표가 포함이 되었다는 것은 이미 보도가 됐다. 누가 은폐하려고 한 거 아니냐”며 “장자연 문건에 따르면 ‘당시 조선일보 방사장을 술자리에 만들어 모셨고, 그 후로 며칠 뒤에 스포츠조선 방사장이 방문했습니다’라는 글귀가 있다. 보고 받았냐”고 되물은 것이 방송을 통해 공개되면서 그동안 소문으로만 떠돌던 피의자의 실명이 처음으로 알려졌다.

### 유가족의 고소
장자연이 사망 전 쓴 유서와 편지 형식의 문건이 발견되었으며 유족들 등은 이를 근거로 관련자들을 고소했다.
유족 등에 의해 고소된 피고소인들 측은 문건의 내용이 사실무근이라고 주장했다. 한편 문건 등장인물 등 13명에 대한 행적이 경찰에 의해 추적되었으며 사법처리 여부는 아직 결정되지 않았다.

### 골프 동행 및 술자리 동석의 부적절성 제기
2008년 5월 골프 외유에 동행했던 당사자 중에는 기자회견에서 접대성은 없었다고 발표하기도 했다. 2009년 3월 14일 골프 외유 등 강요자 12명 중 태국 골프 외유에 동행했던 가해자 1인의 신상이 확보되어 문건과 녹취록이 확보되었으며 경찰에서 수사중에 있다. 한편 14일 소환된 1명은 기존에 유족과 관련자 등에 의해 의해 고소되었거나 용의선상에 거론되던 14명 외에 추가로 지목되어 소환된 인물이라는 주장도 있다. 한편 한국 국외에 체류중인 김종승은 23일 수사팀과 전화통화 이후 귀국예정이며, 경찰조사를 받을 것으로 알려졌다.
경찰은 해당 용의자들의 통신 내역 등을 조회하고, 2008년 5월 또 다른 방송사 PD와 골프를 치며 찍은 사진을 확보하는 등 자료를 입수하고 용의인사들에게 출두를 요구하였으나 용의자로 지목된 인사들은 혐의를 부인하고 있다. 사용 용도를 파악 중인 서울 삼성동 소속사 건물 3층에서 지문 감식을 하였다.

### 관련 자료 확보
장자연 문건은 KBS 방송국에 의해 확보되었다. 장자연 등에게 성상납과 술접대를 강요했던 곳으로 지목된 서울 삼성동 한 건물의 CCTV가 경찰 등 수사기관에 확보되면서 CCTV 4∼5대를 분석중에 있으며 1층이 와인바, 2층이 사무실, 3층이 침실용도로 쓰여 이른바 원스톱 로비의 장소로 의심받고 있다. 경찰은 “CCTV의 녹화기록 저장기한이 통상 1개월이고 건물 2층 CCTV는 녹화가 안되는 걸로 현재 확인되고 있다”면서도 “CCTV 복원 및 분석에 주력하고 있다”고 발표하였다. 경찰은 앞서 유장호의 기획사 사무실 빌딩에 설치된 CCTV 에 장자연이 2월 28일 오후 5시34분에 건물로 올라가 오후 10시에 내려온 것이 확인됐다며 유장호가 진술한 장자연의 문서작성 시점과 일치한다고 밝혔다.
경찰은 KBS의 장자연 관련 문건입수 경위와 관련해 KBS 관계자가 쓰레기봉투를 들고 유장호의 기획사 사무실 빌딩의 계단을 내려오는 모습이 CCTV에 녹화됐다며 KBS의 보도내용이 사실임을 입증했다. KBS와 함께 문건을 공개한 노컷뉴스에 대해서도 경찰은 다른 언론사 소속의 기자가 문건을 함께 봐 신뢰성이 있다고 언론에 발표하였으며, 유장호의 기획사 사무실에서 문건을 본 것으로 알려져 CCTV로 이 사실을 확인할 수 있었던 것으로 추정되고 있다. 3월 24일 오후 2시 30분 과학수사대(CSI)는 접대 장소로 알려진 서울특별시 삼성동 40-9번지에 위치한 옛 사무실 건물에 대해 정밀조사와 감식을 하였으며, 건물에서 다량의 지문을 채취했고, 머리카락을 수거하였다. 건물의 3층에서는 밀실을 확인하고 밀실 내부의 욕실에서 머리카락 등을 발견해 수거했고 지문을 채취하고, 족적을 채취하였다. 경찰이 수거한 자료에는 유전자 조각이 남아있을 침실 및 거실 도구 등도 채취되었다. 경찰은 201점 물품에 음악 CD를 각각 1개씩 센 것도 포함된다. 실제 중요한 물품은 20점 정도로 추정된다는 의견을 덧붙이기도 했다. 3월 24일에는 2008년 5월 태국 골프외유에 관련된 사진 자료가 경찰에 입수되기도 하였다. 25일 삼성동 사무실에서 DNA 유전자 자료 등 약 96점을 확보다고 밝히기도 했다.

### 용의자 일부 실명 공개 및 조선일보의 반응
민주당 이종걸(안양 만안) 의원은 2009년 4월 6일, 제282회 국회(임시회) 공개 대정부질의에서 행정안전부 감사 중 행정안전부 장관 이달곤에게 ‘장자연 리스트’에 포함됐다는 의혹이 제기된 신문사 이름과 최고경영자 실명을 거론하며 경찰의 늑장 수사를 강하게 비판했다. 조선일보는 “본사 사장은 장자연 자살 사건과 아무런 관련이 없다”, “배상과 사과 조치가 이뤄지지 않으면 엄중한 법적 대응을 하겠다”는 공문을 이 의원에게 보냈고 이 의원은 "국회의원의 정당한 의정활동을 협박하는 행위"라고 홈페이지에서 반박하였다.
조선일보는 민주당 국회의원 이종걸, 민주노동당 국회의원 이정희, 인터넷매체 서프라이즈의 신상철 대표이사를 서울중앙지검에 명예훼손 혐의로 고소했다. 하지만 경찰이 수사중인 '장자연 리스트'에는 조선일보 사장의 이름이 아예 없다고 주장하는 것인지, 아니면 조선일보 사장의 이름이 리스트에 들어있기는 하지만 장자연 사건과 무관하다고 주장하는 것인지 여부는 불명확하였다.
강희락 경찰청장은 4월 13일 국회 행정안전위원회 회의에서 신지호 한나라당 의원에게 “조선 고위 간부, 장자연 리스트에 있다”고 답변했으며, “확실히 알고 있나”는 이어진 질문에도 “그렇다”고 재확인했다. 경찰청의 4월 24일 중간 수사결과 발표에 따르면 <조선일보> 고위 임원, <조선일보> 고위임원 아들, 인터넷 언론사 대표가 수사 대상자에 포함되어 있었다.
5월 16일 조선일보는 ‘허위보도로 명예훼손을 했다’며 KBS와 MBC의 보도본부장과 신경민 MBC 앵커, KBS 기자 2명에 대해 35억 원의 손해배상소송을 제기했다. 이에 대해 해당 뉴스를 쓴 KBS 기자는 충분한 근거를 가지고 다른 시각과 함께 보도했기에 명예훼손이 아니라며 반박했고, MBC의 조승원 기자는 “원칙적으로 ‘조선’이라는 실명을 한 차례도 쓴 적이 없다”며 “소송으로 맞설 수밖에 없다”고 주장했다. 조선일보는 또한 미디어 오늘의 박상주 논설위원, 박석운 민주언론시민연합 공동대표 등에 대해 13억 원의 손해배상 소송을 추가로 서울중앙지법에 제기했다. 조선일보가 제기한 손해배상 청구 금액은 모두 68억 원에 이르렀다.
일부에서는 지지부진했던 '장자연 리스트' 수사가 조선일보와 이명박 정부와의 사이가 틀어지는 데 도화선 역할을 했다고 주장하기도 한다. 이런 주장을 하는 측에서는 '장자연 리스트' 수사는 이명박 정부가 계속 시어머니처럼 간섭하는 조선일보에 날린 견제구였다고 해석하며, 이를 계기로 조선일보가 이명박 정부에 대한 비판적 기조를 강화했다고 말하고 있다.

### 국가정보원 개입 의혹
호야스포테인먼트의 매니지먼트 실장은 장자연 사망 일주일 전부터 국정원 직원이라는 사람이 대표인 유장호에게 연락을 해왔고 장자연 사망 후에도 유장호의 곁을 지켰다고 말했다. 대공수사를 담당해야 할 국정원 직원이 왜 장자연 사건의 핵심 관계자였던 유장호를 도왔는지에 대해 관련 수사가 전혀 이뤄지지 않아 경찰과 검찰의 부실 수사가 지적되었다.

### 관련자 반응
배우 이미숙, 배우 송선미는 매니지먼트업체 변경 과정에서 김종승과 송사관계에 있었고 용의자들에 대한 존재도 알고 있는 것으로 추정되었다. 이미숙은 참고인 조사를 받기도 하였다.
노컷뉴스 기자 김대오(2009년 3월 8일 기사), 조선일보 기자 박은주(2009년 3월 10일 기사)는 장자연의 문건에 대해 최초로 보도했다. 장자연의 사망 원인이 따로 있다고 말하고 싶었던 유장호가 미니홈피를 통해 장자연이 남긴 문건의 존재를 언급하자, 그 문건의 존재에 대해 의혹을 제기하는 언론이 나왔고, 2009년 3월 8일 그 의혹을 불식시키자며 자신을 찾아온 김대오와 박은주에게 유장호는 장자연의 문건 마지막 두 문장 "저는 나약하고 힘없는 신인 배우입니다. 이 고통에서 벗어나고 싶습니다"와 그 바로 밑의 작성날짜, 성명, 지장, 주민등록번호, 서명만 보여주고 사진을 찍도록 해줌으로써 장자연이 남긴 문서가 존재함만을 알려 논란을 종식시키고자 한 것이었다. 이후 김대오는 법정에서 증인으로 서서 장자연의 문건 내용에 대해 아는 바가 없다고 진술했다. 하지만 10년 후인 2019년 4월에는 장자연의 문건 내용을 잘 아는 것처럼 행동하며 장자연의 문건 내용을 자세히 읽어보았다고 법정에서 증인으로 진술한 바 있는 배우 윤지오를 향해 장자연의 문건 내용에 대해 거짓말을 한다며 비난을 퍼부어 세상을 의아하게 만들었다. 참고로 그 10년 동안 김대오는 노컷뉴스에서 나와 오마이뉴스에 있다가 어느 순간 조선일보에 기사를 싣는 기자로 지내고 있는 것이 목격되었었다.
한편, 이미숙은 해당 사건(장자연 사건) 논란 여파 탓인지 SBS 수목 미니시리즈  《시크릿 부티크》캐스팅 제의를 고사했으며 당시 이미숙 자리에는 장미희가 대타로 들어갔다.
아울러, 고등학교 3학년이던 1997년 SBS 공채 7기로 데뷔한 송지은이 해당 사건 당시 장자연과 같은 소속사였던 터라 미운털이 찍혀 2013년 KBS 1TV 일일드라마 《힘내요 미스터 김》 이후 연기활동을 접었다.

### 여론의 반응
장자연의 성접대 의혹과 자살사건을 놓고 네티즌들은 '문제를 철저히 파악해 개선의 노력을 보여야할 것', ‘이제 막 스타로의 길을 걷기 시작한 고 장자연의 선택이 참으로 안타깝다’며 ‘투명한 수사와 처벌로 앞으로는 그녀와 같은 희생자가 나오지 않아야 할 것’이라며 연예계 관행을 비판하였다.
한국방송영화공연예술인노동조합(이하 ‘한예조’)는 장자연 사건과 관련한 경찰 수사 결과가 발표되는 것에 따라 국가인권위원회에 직권조사 진정서의 제출 여부를 발표하였다.
SBS는 해당 사건을 계기로 공채 탤런트 제도(11기)를 부활시켰으나 외주제작사와 매니지먼트사의 성장 속에 신인을 뽑아만 놓고 제대로 활용하지 못한다는 이유 때문에 폐지됐다.

### 왕진진의 편지 조작
2011년 3월 6일 오후 8시 SBS 《8시 뉴스》를 통해 장자연이 자신이 2005년부터 2009년 3월 7일 자살을 결심하기 전까지 성상납을 당했다는 담은 편지를 썼다고 보도했다. 이 보도에 따르면 장자연은 50여 통의 편지에 자신이 강압적으로 31명에게 성상납, 술접대 등의 피해를 겪었음을 적시했다. 하지만 이것은 교도소 수감자 왕진진의 조작인 것으로 판명났다.

### 검찰과거사위원회 재조사
2018년 5월 3일, 법무부 산하 검찰과거사위원회에서 재조사에 들어갔다. 한 달 후인 6월 1일 관련 사건 중에 공소시효가 남아있던 건에 대해서는 재수사가 시작되었다. 2019년 3월 18일, 문재인 대통령이 김학의 성접대 논란과 버닝썬 사건을 포함해 해당 사건을 보고 받았고, 철처히 수사가 이루어져야한다고 지시하였다.

### MBC 조승원 기자 취재
2019년 5월 3일 《이승원의 세계는 그리고 우리는》에서 MBC 기자 조승원은 "2008년 8월에 장자연 씨가 청담동에 있는 유명 가라오케에 불려나갔다. 그 당시 목격자가 여럿 있는데 그중 세상에 모습을 드러낸 사람이 윤지오 씨다. 당시 함께 동석했던 여배우가 있다. 그 당시 시청률 25% 찍은 사극에 출연한 조연배우인데, 이 분도 꼭 제보를 해주셨으면 좋겠다. 청담동 가라오케의 종업원이 '보기에 많이 안쓰러웠다. 노래 부르고 춤추고, 어차피 보여주는 분위기'라고 우리 취재진에게 직접 얘기한 녹취 파일도 갖고 있다. 술자리가 한 두 번이 아니었던 만큼 목격한 종업원들도 많을 것이다. 제보가 세상을 바꾼다. 우리가 취재하겠으니 꼭 제보를 달라"고 말했다. 조승원은 2008년 11월 3일 장자연을 태웠던 대리운전기사에 관해 "그날 장자연 씨가 압구정 로데오거리의 술집에 불려갔다. 새벽 2시가 약간 넘은 시간 수원시 인계동에 있는 업체에서 대리운전기사를 불렀는데, 그 기사가 경찰조사에서 '장자연 씨와 함께 남자, 여자 한 명씩 더 태웠는데 여성 두 명은 매우 어리고 외모가 뛰어났다'고 진술했다"고 공개했다.

## 관련 서적
- 윤지오. 《13번째 증언》. 가연. 2019년. ISBN 9788968970474